# Ye Quanzhi
| 132825 Shizu-Mao       | 16 agosto 2002    |
| 142106 Nengshun        | 30 agosto 2002    |
| 145523 Lulin           | 7 marzo 2006      |
| 145534 Jhongda         | 1º aprile 2006    |
| 145545 Wensayling      | 22 maggio 2006    |
| 145546 Suiqizhong      | 25 maggio 2006    |
| 145588 Sudongpo        | 15 agosto 2006    |
| 147918 Chiayi          | 25 ottobre 2006   |
| 151362 Chenkegong      | 11 febbraio 2002  |
| 160493 Nantou          | 6 febbraio 2007   |
| 161715 Wenchuan        | 23 giugno 2006    |
| 168126 Chengbruce      | 1º aprile 2006    |
| 168234 Hsi Ching       | 25 maggio 2006    |
| 171381 Taipei          | 22 luglio 2006    |
| 172989 Xuliyang        | 25 maggio 2006    |
| 175410 Tsayweanshun    | 12 agosto 2006    |
| 175411 Yilan           | 12 agosto 2006    |
| 175419 Albiesachs      | 15 agosto 2006    |
| 175450 Phillipklu      | 27 agosto 2006    |
| 175451 Linchisheng     | 27 agosto 2006    |
| 175452 Chenggong       | 27 agosto 2006    |
| 175583 Pingtung        | 15 ottobre 2006   |
| 175586 Tsou            | 15 ottobre 2006   |
| 177967 Chouchihkang    | 15 agosto 2006    |
| 178150 Taiyuinkwei     | 14 ottobre 2006   |
| 178151 Kulangsu        | 14 ottobre 2006   |
| 178263 Wienphilo       | 29 novembre 2007  |
| 181569 Leetyphoon      | 9 novembre 2006   |
| 181670 Kengyun         | 28 gennaio 2008   |
| 185216 Gueiren         | 14 ottobre 2006   |
| 185364 Sunweihsin      | 12 novembre 2006  |
| 185546 Yushan          | 28 dicembre 2007  |
| 185554 Bikushev        | 7 gennaio 2008    |
| 185577 Hhaihao         | 28 gennaio 2008   |
| 185636 Shiao Lin       | 27 febbraio 2008  |
| 187514 Tainan          | 15 ottobre 2006   |
| 187636 Chungyuan       | 6 febbraio 2007   |
| 188867 Tin Ho          | 21 ottobre 2006   |
| 189347 Qian            | 28 gennaio 2008   |
| 192208 Tzu Chi         | 11 maggio 2007    |
| 200025 Cloud Gate      | 25 luglio 2007    |
| 200033 Newtaipei       | 6 agosto 2007     |
| 202605 Shenchunshan    | 18 aprile 2006    |
| 204710 Gaoxing         | 1º aprile 2006    |
| 204711 Luojialun       | 1º aprile 2006    |
| 204842 Fengchia        | 5 settembre 2007  |
| 207603 Liuchaohan      | 27 agosto 2006    |
| 207655 Kerboguan       | 25 luglio 2007    |
| 207661 Hehuanshan      | 6 agosto 2007     |
| 207717 Sa'a            | 11 settembre 2007 |
| 210030 Taoyuan         | 24 giugno 2006    |
| 210035 Jungli          | 18 luglio 2006    |
| 210434 Fungyuancheng   | 20 dicembre 2008  |
| 212631 Hsinchu         | 14 ottobre 2006   |
| 216261 Mapihsia        | 16 novembre 2006  |
| 216343 Wenchang        | 28 novembre 2007  |
| 224888 Cochingchu      | 5 febbraio 2007   |
| 231346 Taofanlin       | 10 marzo 2006     |
| 233547 Luxun           | 9 maggio 2007     |
| 236484 Luchijen        | 28 marzo 2006     |
| 236683 Hujingyao       | 28 agosto 2006    |
| 236743 Zhejiangdaxue   | 7 maggio 2007     |
| 236851 Chenchikwan     | 15 settembre 2007 |
| 237164 Keelung         | 22 ottobre 2008   |
| 237187 Zhonglihe       | 23 ottobre 2008   |
| 239071 Penghu          | 1º aprile 2006    |
| 239200 Luoyang         | 23 giugno 2006    |
| 239593 Tianwenbang     | 20 ottobre 2008   |
| 239611 Likwohting      | 23 ottobre 2008   |
| 241113 Zhongda         | 21 luglio 2007    |
| 246247 Sheldoncooper   | 20 settembre 2007 |
| 246504 Hualien         | 28 gennaio 2008   |
| 246643 Miaoli          | 18 dicembre 2008  |
| 255989 Dengyushian     | 15 ottobre 2006   |
| 256698 Zhuzhixin       | 7 gennaio 2008    |
| 256699 Poudai          | 7 gennaio 2008    |
| 256892 Wutayou         | 27 febbraio 2008  |
| 261936 Liulin          | 19 luglio 2006    |
| 268669 Bunun           | 18 marzo 2006     |
| 273836 Hoijyusek       | 13 aprile 2007    |
| 273936 Tangjingchuan   | 9 maggio 2007     |
| 278384 Mudanjiang      | 24 giugno 2007    |
| 278956 Shei-Pa         | 22 ottobre 2008   |
| 278986 Chenshuchu      | 20 ottobre 2008   |
| 281068 Chipolin        | 18 luglio 2006    |
| 281561 Taitung         | 21 ottobre 2008   |
| 281564 Fuhsiehhai      | 23 ottobre 2008   |
| 281569 Taea            | 23 ottobre 2008   |
| 291633 Heyun           | 19 aprile 2006    |
| 291849 Orchestralondon | 18 luglio 2006    |
| 294600 Abedinabedin    | 7 gennaio 2008    |
| 300150 Lantan          | 12 novembre 2006  |
| 300286 Zintun          | 21 luglio 2007    |
| 300300 TAM             | 6 agosto 2007     |
| 304826 Kini            | 5 settembre 2007  |
| 300634 Chuwenshin      | 19 ottobre 2007   |
| 300854 Changyuin       | 28 dicembre 2007  |
| 300892 Taichung        | 28 gennaio 2008   |
| 321131 Alishan         | 23 ottobre 2008   |
| 335799 Zonglü          | 19 aprile 2007    |
| 336392 Changhua        | 23 ottobre 2008   |
| 340891 Londoncommorch  | 14 febbraio 2007  |
| 361193 Cheungtaklung   | 29 agosto 2006    |
| 364192 Qianruhu        | 16 agosto 2006    |
| 349785 Hsiaotejen      | 16 gennaio 2009   |
| 375043 Zengweizhou     | 11 maggio 2007    |
| 428259 Laphil          | 5 febbraio 2007   |
| 428351 Martinchalifour | 22 luglio 2007    |
| 432101 Ngari           | 14 gennaio 2009   |
| 435728 Yunlin          | 22 ottobre 2008   |
| 465036 Tatm            | 16 agosto 2006    |
| 461981 Chuyouhua       | 12 novembre 2006  |
| 465513 Chenchen        | 22 ottobre 2008   |
| 468581 Maiajasperwhite | 11 maggio 2007    |
| 484734 Chienshu        | 19 dicembre 2008  |
| 498797 Linshiawshin    | 23 ottobre 2008   |
| 526460 Ceciliakoocen   | 28 agosto 2006    |
| 528489 Ntuef           | 20 ottobre 2008   |
| 544033 Lihsing         | 15 settembre 2007 |
| 555802 Chengyen        | 6 giugno 2007     |
| 590666 Jianguo         | 12 aprile 2007    |
| 590888 Chengda         | 22 luglio 2007    |
| 596996 Suhantzong      | 27 agosto 2006    |
| 597148 Chungmingshan   | 14 ottobre 2006   |
| 603200 Yuchichung      | 5 luglio 2006     |
| 650474 Chungchaocheng  | 29 agosto 2008    |
| 661666 Chenchengpo     | 6 agosto 2007     |
| 663468 Liaochichun     | 21 luglio 2007    |
| 667772 Wuhsinheng      | 12 novembre 2006  |

Ye Quanzhi (叶泉志S, Yè QuánzhìP; Canton, 1989) è un astronomo cinese.
Ottenuto il baccellierato in scienze atmosferica nel 2010 all'Università Nazionale Sun Yat-sen, ha poi conseguito il master e il dottorato in astronomia all'Università dell'Ontario Occidentale rispettivamente nel 2013 e nel 2016. Dopo il dottorato ha lavorato al Caltech fino al 2019 per poi trasferirsi all'Università del Maryland.
Il Minor Planet Center gli accredita la scoperta di duecentosedici asteroidi, effettuate tra il 2002 e il 2009, in parte in collaborazione con altri astronomi: Lin Hongqin, Lin Qisheng, Shi Jiayou, Yang Tingzhang, Xiao Xiangyao e Zhang Minti.
Ha inoltre scoperto la cometa C/2019 K4 (Ye) e coscoperto la cometa C/2007 N3 (Lulin) in collaborazione con Lin Qisheng.
Gli è stato dedicato l'asteroide 10280 Yequanzhi. Nel 2023 gli è stato assegnato il Premio Harold C. Urey